# Charlotte MacGibbon
Charlotte MacGibbon (verheiratete Weeks; * 27. September 1924; † 10. Januar 2009) war eine australische Speerwerferin.
1950 siegte sie bei den British Empire Games in Auckland.
Viermal wurde sie Australische Meisterin im Speerwurf (1940, 1948, 1950, 1952) und zweimal im Diskuswurf (1948, 1950). Am 8. März 1947 stellte sie in Melbourne mit 41,18 m einen nationalen Rekord im Speerwurf auf.